# Pellworm
Pellworm é um município da Alemanha, localizado no distrito de Nordfriesland, estado de Schleswig-Holstein
Pertenceu à dinamarca até o século XIX.